# Русаки (Мядельський район)
Русаки (біл. вёска Русакі) — село в складі Мядельського району Мінської області, Білорусь. Село підпорядковане Сватківській сільській раді, розташоване в північній частині області.